# Bernd Dollinger
Bernd Dollinger (* 1973 in Augsburg) ist ein deutscher Sozialpädagoge und Hochschullehrer an der Universität Siegen.

## Leben
Nach dem Studium der Pädagogik an den Universitäten Augsburg und Bamberg wurde Dollinger in Bamberg zum Thema Desintegration und deviantes Verhalten promoviert. 2006 habilitierte er sich an der Universität Bamberg mit der Habilitationsschrift Die Möglichkeit sozialer Pädagogik. (Sozial-)Pädagogische Theorie vom Beginn des 19. Jahrhunderts bis zum Ende der Weimarer Republik. Im Mai 2008 wurde er Professor für Sozialpädagogik an der Pädagogischen Hochschule Freiburg. Seit 2010 ist er Professor in der Fakultät II, Department Erziehungswissenschaft-Psychologie, Sozialpädagogik und Sozialarbeit an der Universität Siegen.
Er ist Mitglied im Schildower Kreis, einem Experten-Netzwerk, das gegen die Drogenprohibition argumentiert.
Seine Forschungsschwerpunkte sind:
- Theorie und Geschichte der Sozialpädagogik
- Sucht- und Devianzforschung
- Professionalisierung
- Sozialpädagogik und Sozialpolitik
- Fragen sozialer Hilfen
- Bildungsbenachteiligung
- Jugendkriminalität
- Grenzen der Erziehung
- Evaluation Schulsozialarbeit

## Schriften (Auswahl)
- mit Michael Schabdach: Jugendkriminalität. Springer VS, Wiesbaden 2013, ISBN 978-3-531-17696-3.
- Jugendkriminalität als Kulturkonflikt. VS Verlag für Sozialwissenschaften, Wiesbaden 2010, ISBN 978-3-531-17154-8.
- mit Jürgen Raithel und Georg Hörmann: Einführung Pädagogik. Begriffe, Strömungen, Klassiker, Fachrichtungen. 3. Auflage, VS Verlag für Sozialwissenschaften, Wiesbaden 2009, ISBN 978-3-531-16320-8.
- Reflexive Sozialpädagogik. Struktur und Wandel sozialpädagogischen Wissens. VS Verlag für Sozialwissenschaften, Wiesbaden 2008, ISBN 978-3-531-15975-1.
- mit Henning Schmidt-Semisch (Herausgeber): Sozialwissenschaftliche Suchtforschung. VS Verlag für Sozialwissenschaften, Wiesbaden 2007, ISBN 978-3-531-15337-7.
- Die Pädagogik der sozialen Frage: (sozial-)pädagogische Theorie vom Beginn des 19. Jahrhunderts bis zum Ende der Weimarer Republik. VS Verlag für Sozialwissenschaften, Wiesbaden 2006, ISBN 978-3-531-15097-0 (Habilitationsschrift).
- Die Pädagogik sozialer Assoziationen. Pädagogische Sozialreform in der Mitte des 19. Jahrhunderts. Schneider-Verlag Hohengehren, Baltmannsweiler 2006, ISBN 978-3-8340-0049-1.
- Einführung in Theorien abweichenden Verhaltens. Perspektiven, Erklärungen und Interventionen. Beltz, Weinheim/Basel 2006, ISBN 978-3-407-25424-5.
- Drogen im sozialen Kontext. Zur gegenwärtigen Konstruktion abweichenden Verhaltens. Maro, Augsburg 2002, ISBN 978-3-87512-353-1 (Dissertation).